# Vahide Perçin
Vahide Perçin (Esmirna, 13 de junio de 1965) es una actriz turca de cine, televisión y teatro. Conocida  por su gran habilidad actoral y por interpretar roles emocionales y poderosos. Su carrera despegó en los años 2000, y ha participado en varias producciones exitosas. Entre sus papeles más reconocidos se encuentra el de Hürrem Sultan en la serie histórica Muhteşem Yüzyıl, donde asumió el personaje en su etapa adulta. Además, ha trabajado como protagónico en series como Adını Feriha Koydum, Merhaba Hayat, Bir Zamanlar Çukurova y Anne, ganándose un lugar importante en la industria del entretenimiento turco.
Fue conocida durante mucho tiempo con su apellido de casada "Vahide Gördüm". Luego de su divorcio, cambia su nombre con su apellido de soltera.

## Primeros años
Vahide Perçin nació el 13 de junio de 1965 en Karşıyaka, distrito de Esmirna, Turquía. Es hija de una familia de in Amigrantes griegos; Desde sus 9 meses de vida, su mamá padeció una enfermedad que la hizo permanecer de hospital en hospital, tratando de mejorar su estado de salud, por lo que Vahide es criada por su abuela paterna junto a sus hermanos varones ya que su abuela materna había fallecido. Su padre era camionero y si bien vivían en el mismo hogar, su trabajo no le permitía permanecer demasiado tiempo en su casa. Cuando Vahide tenía entre 4 y 5 años, su madre volvió por un tiempo a vivir con ellos, pero nuevamente tuvo que ser hospitalizada hasta el momento en que Vahide termina sus estudios secundarios. Desde entonces y hasta el año 2003 pudo vivir con ella, ya que encontraron la manera de mantener con buena salud a su madre. A pesar de las dificultades, lograron establecer un fuerte vínculo entre madre e hija. Perdió a su abuela en el año 1998, a su madre en 2003, a su padre en 2007 y por último, a su hermano Güven Perçin en el año 2016 de un ataque al corazón. 

## Estudios
En cuanto a sus estudios, al terminar la escuela secundaria, ingresó a la Facultad de Economía, pero realmente lo que ella quería, era actuar. Finalmente ingresa a la Universidad Dokuz Eylül de Bellas artes, en la escuela de teatro y completa la carrera entre 1991/1992. Acabó sus estudios como la mejor estudiante y recibió un gran apoyo de su profesor Özdemir Nutku. Después de terminar la universidad se va a vivir a Ankara, uniéndose al equipo de trabajo del Teatro (AST Archivado el 19 de julio de 2020 en Wayback Machine.) de dicha ciudad como profesora. Más tarde, en 1999, acepta una oferta del Teatro Estatal de la ciudad de Adana y donde vive allí por unos años. 

## Carrera
En 2003, Perçin empezó su carrera televisiva encarnando a Suzan Kozan en la serie de televisión Bir İstanbul Masalı. La familia más tarde se muda a Estambul y poco después hace de Fulya en la serie de televisión Hırsız Polis. En 2006,  protagoniza la película İlk Aşk junto a Çetin Tekindor. Ganó en el 2007 el premio Golden Boll como mejor actriz en la película İlk Aşk. Desde el 2007 al 2010,  actuó en la serie Annem obteniendo su primer protagónico como Zeynep Eğilmez. En 2010, esteralizó Zephyr. La película fue seleccionada para el 47.º del Antalya "Golden Orange" International Film Festival y 35º Toronto International Film Festival, donde la película fue premiada. Entre 2011 y 2012 protagonizó Adini Feriha Koydum (El secreto de Feriha) junto a Hazal Kaya. En la segunda temporada deja la serie por razones de salud.
En 2012, Perçin protagonizó la serie Merhaba Hayat, la cuál está basada en la serie americana original Private Practice. Compartió el protagónico con Yetkin Dikinciler, Seda Güven, Nihan Büyükağaç, Yasemin Sanino, Melike Güner y Keremcem. El 13 de enero de 2013, la serie concluyó después 13 episodios. En junio de 2013 integra el elenco de Muhteşem Yüzyıl (El sultán o Suleimán, el gran sultán) con el rol de Hurrem en reemplazo de Meryem Uzerli que dejó la serie por motivos de salud.
En 2016, vuelve a protagonizar con el actor Talat Bulut (Annem), la serie Göç Zamanı y si bien el canal esperaba una gran aceptación por parte de los televidentes, la serie finaliza después de 15 episodios por bajo índice de audiencia. En el mismo año comienza a trabajar en la serie Anne (Madre/Todo por mi Hija) compartiendo pantalla con la actriz Cansu Dere, en el papel de Gönül. Esta adaptación turca de Mother, exitoso drama japonés, se convierte rápidamente en una de las series más vistas de la época, contando con un buen recibimiento de la audiencia, tanto que es vendida en varios países del mundo, incluyendo América Latina, donde la actriz Vahide Perçin comienza a ser mucho más reconocida en los países de habla hispana. En el año 2018, filma junto al famoso actor turco Kadir İnanır, la película Kapı que fue estrenada en los cines turcos a principios del mes de abril de 2019 y estuvo en cartelera por varias semanas; Si bien, la película no tuvo alcance a los cines de Latinoamérica, se espera próximamente en la plataforma Netflix (2021). Además fue presentada en varios países de Europa y reconocida con muchas premiaciones.
Su último trabajo fue protagonizar junto a otros actores como Murat Ünalmış, Uğur Güneş e Hilal Altınbilek, la serie Bir Zamanlar Çukurova, hasta principios de su 3er. temporada. La misma fue realizada en la provincia de Adana, Turquía y transcurre en la época de los años 70; se la puede ver a Vahide Perçin en el papel de Hünkar Yaman. La serie se mantuvo desde sus comienzos y hasta la actualidad, entre los primeros lugares del índice de audiencia de la TV Turca, consagrándose como una de las más exitosas de estos momentos. Ya fue vendida a varios países de Latinoamérica como Puerto Rico (WAPA TV), México (IMAGEN TV), Chile (MEGA), Paraguay, EE. UU. hispano, Colombia entre otros, siendo Argentina (TELEFE) el último país que acordó la compra de la serie. El canal Imagen TV de México se convierte en el primer canal en transmitir la serie en Latinoamérica, pudiendo tener a Vahide Perçin, por cuarta vez en pantalla para dicho país, estrenando su primer capítulo el 4 de febrero de 2020. Actualmente ya se emite también en Argentina y Chile (2021) pero aún se esperan las fechas de estreno en el resto de los países y los correspondientes canales donde será transmitida.

## Vida personal
En 1991, contrajo matrimonio con el actor Altan Gördüm. En 1994, tuvieron una hija llamada Alize, quien también es actriz. 
La pareja se divorcia a fines del año 2012. Sin embargo, mantienen una buena relación hasta la actualidad.
En 2011, Vahide Perçin fue diagnosticada con cáncer de mama. Después de un tratamiento exitoso, logró superar esta enfermedad al siguiente año.
Vahide Perçin, además de sus trabajos como actriz en Cine, TV y Teatro, funda en 2009 una Academia de Teatro junto a su exesposo. "Akademi 35 Buçuk" Contribuyen así, a la educación de nuevos actores (y artistas en general) en el Distrito de Şişli, Provincia de Estambul. Aquí, junto a otros profesores, se desempeña como instructora y supervisa el entrenamiento que brindan. También impartió clases en la Universidad de Maltepe en Estambul.

## Filmografía

### Televisión
| Año       | Título                | Personaje               | Nota(s)           |
| --------- | --------------------- | ----------------------- | ----------------- |
| 2003-2005 | Bir İstanbul Masalı   | Suzan Kozan             | Actriz de reparto |
| 2005-2007 | Hırsız Poli des       | Fulya                   | Actriz de reparto |
| 2007-2009 | Annem                 | Zeynep Eğilmez          | Protagonista      |
| 2009-2010 | Es Es                 | Berivan                 | Actriz de reparto |
| 2011-2012 | El secreto de Feriha  | Zehra Yılmaz            | Protagonista      |
| 2012-2013 | Merhaba Hayat         | Deniz Korel             | Protagonista      |
| 2013-2014 | El Sultán             | Sultana Hürrem (adulta) | Protagonista      |
| 2016      | Göç Zamanı            | Cennet                  | Protagonista      |
| 2016-2017 | Anne                  | Gönül Aslan             | Protagonista      |
| 2018-2020 | Bir Zamanlar Çukurova | Hünkar Yaman            | Protagonista      |
| 2022      | Aldatmak              | Güzide Özgüder          | Protagonista      |

### Cine
| Año  | Título             | Personaje | Nota(s)           |
| ---- | ------------------ | --------- | ----------------- |
| 2005 | Anlat İstanbul     | Hürrem    | Protagonista      |
| 2006 | İlk Aşk            | Nevin     | Protagonista      |
| 2006 | Kilit              | Işık      | Protagonista      |
| 2007 | İyi Seneler Londra | Ferda     | Actriz de reparto |
| 2008 | Devrim Arabaları   | Suna      | Actriz de reparto |
| 2011 | Zefir              | Ay        | Protagonista      |
| 2014 | Fatmagul           | Ayhan     | Protagonista      |
| 2019 | Kapı               | Şemsa     | Protagonista      |

### Teatro
| Año  | Título                             |
| ---- | ---------------------------------- |
| 2016 | Kadınlar, Filler Ve Saireler Yazan |
| 2007 | Evlilikte Ufak Tefek Cinayetler    |
| 2002 | Olağanüstü Bir Gece                |
| 2001 | Cadı Kazanı                        |
| 2001 | Kızılırmak Karakoyun               |
| 2000 | Ayrılık                            |
| 1999 | Köse Dağın Köprüsü                 |
| 1998 | Barış                              |
| 1997 | Oyunun Oyunu                       |
| 1996 | Şeytan Örümceği                    |
| 1994 | Pazar Keyfi                        |
| 1993 | 403.Kilometre                      |
| 1992 | Yer Demir Gök Bakır                |
|      | Fehmi Paşa Konağı                  |
|      | Macbeth                            |

## Premios
| Año  | Premio                                                              | Categoría              | Trabajo                         |
| ---- | ------------------------------------------------------------------- | ---------------------- | ------------------------------- |
| 1996 | Instituto de arte                                                   | Mejor actriz           |                                 |
| 2007 | 14.º Internacional Adana Festival de cine                           | Mejor actriz           | İlk Aşk                         |
| 2007 | Asociación de Periodistas de la revista: Premios de Lente del Oro   | Mejor actriz de teatro | Evlilikte Ufak Tefek Cinayetler |
| 2008 | Sociedad radiofónica y Televisiva Periodistas de los Premios de Año | Actriz del Año         | Annem                           |